# Тіффані Юн Ґавай
Тіффані Юн Ґавай (англ. Tiffany Yuen Ka-wai, кант. 袁嘉蔚, трансліт. jyun4gaa1wai3; нар. 30 вересня 1993), також відома за своїм прізвиськом Tin Wan Girl — гонконзька громадська діячка та політкиня, колишня членкиня Південної районної ради та колишня віце-голова Hong Kong Demosisto.
За участь Юн у продемократичних праймеріз у Гонконзі 2020 року її було заарештовано в січні 2021 разом із понад 50 іншими активістами за звинуваченнями в порушенні закону національної безпеки. Наразі вона перебуває у в'язниці.

## Життєпис
Юн Ґавай народилася в Гонконзі та закінчила факультет китайської мови Міського університету Гонконгу. Вона була деякий час віддалена від своєї родини через участь у демонстраціях проти фінансування нових територій Північно-Східного регіону. Юн зізнавалася, що вона хотіла вибачитися перед своєю родиною за участь у демонстрації Occupy Central.
17 серпня 2017 року її хлопця Ло Гуаньцуна, який балотувався на виборах було засуджено до посиленого терміну ув’язнення до 8 місяців за скоєння нападу на Громадянській площі в 2014 році. Після цього Юн стала щодня відвідувати вʼязницю і почала розглядати можливість балотуватися в офіс як «заміну» свого хлопця. 4 грудня того ж року її назначили на посаду віце-голови гонконзької продемократичної партії Demosisto до загальних виборів 12 травня 2018 року.
На виборах до окружної ради Гонконгу 24 листопада 2019 року Юн була успішно обрана окружним радником виборчого округу Тіном Ваном, набравши 4191 голос.
Під час акції зі свічками 4 червня 2020 року в парку Вікторія Юн  Ґавай та інших продемократичних діячів звинуватили в «підбурюванні інших до участі в несанкціонованих зібраннях». 30 квітня 2021 року Юн Ґавай та ще чотири особи визнали себе винними, після чого 6 травня того ж року вони були засуджені до 4 місяців позбавлення волі.
21 травня 2021 року, згідно з «Постановою окружної ради», виборні члени, засуджені до позбавлення волі на строк понад 3 місяці за будь-який злочин без штрафу втрачають можливість кваліфікуватися на вибори районної ради.

## Особисте життя
Юн прихильниця сексуальної революції. Вона мала відносини з Луо Гуанцуном, головою Народно-визвольної армії Гонконгу до їхнього розлучення у грудні 2019 року. У 2024 році її адвокат зазначив, що Юн одружилася у в'язниці.

## Зовнішні посилання
- Тіффані Юн Ґавай у соцмережі «Facebook»(власна сторінка)
- Тіффані Юн Ґавай у соцмережі «Facebook»(офіційна сторінка)